# 谌贻蕙
谌贻蕙（1922年—1945年），女，白族，又名谌曼里，贵州织金人，中国共产党党员，烈士。

## 家庭
- 父亲：谌志笃，号释孙，生于1893年，1916年从贵阳考入天津高等工业专科学校机械科学习，在1919年五四运动中与周恩来相识
- 养父母：周恩来，邓颖超[1]
- 第一任丈夫为党内陈姓同志，育有两子女；后与剧作家，音乐家金紫光组建家庭
- 远房堂妹：谌贻琴，中国国务院现任国务委员[來源請求]